# Handball aux Jeux olympiques d'été de 1988
Navigation
Los Angeles 1984 Barcelone 1992
Les compétitions masculine et féminine de handball aux Jeux olympiques d'été de 1988 organisées à  Séoul (Corée du Sud), se sont déroulées du 20 septembre au 1er octobre 1988.
Pour la première fois depuis 1976, aucun boycott d'importance ne vient gâcher la fête et toutes les meilleures équipes sont bien là mais c'est la Corée du Sud qui va créer la révolution dans cette édition : elle a tout bousculé sur son passage et il lui a manqué un peu de taille, chez les messieurs, pour réussir un incroyable doublé avec l'or remporté par les dames.

## Podiums finaux

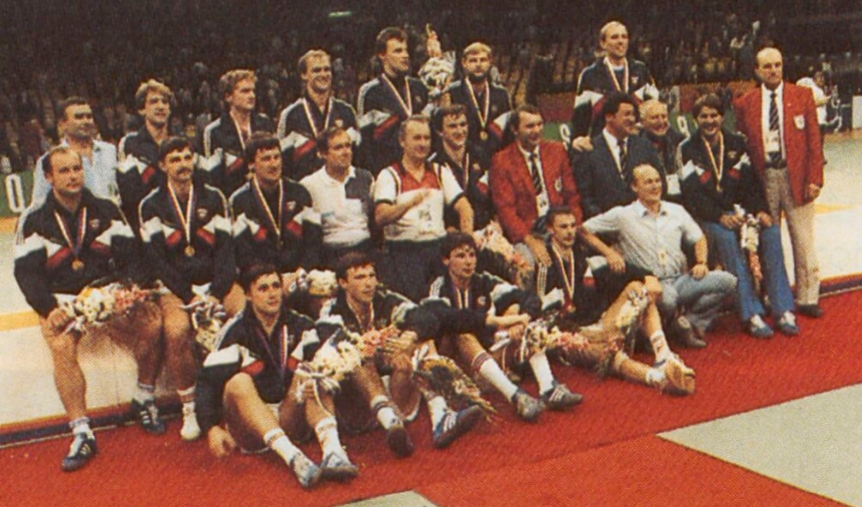
Les Soviétiques, champions olympiques.
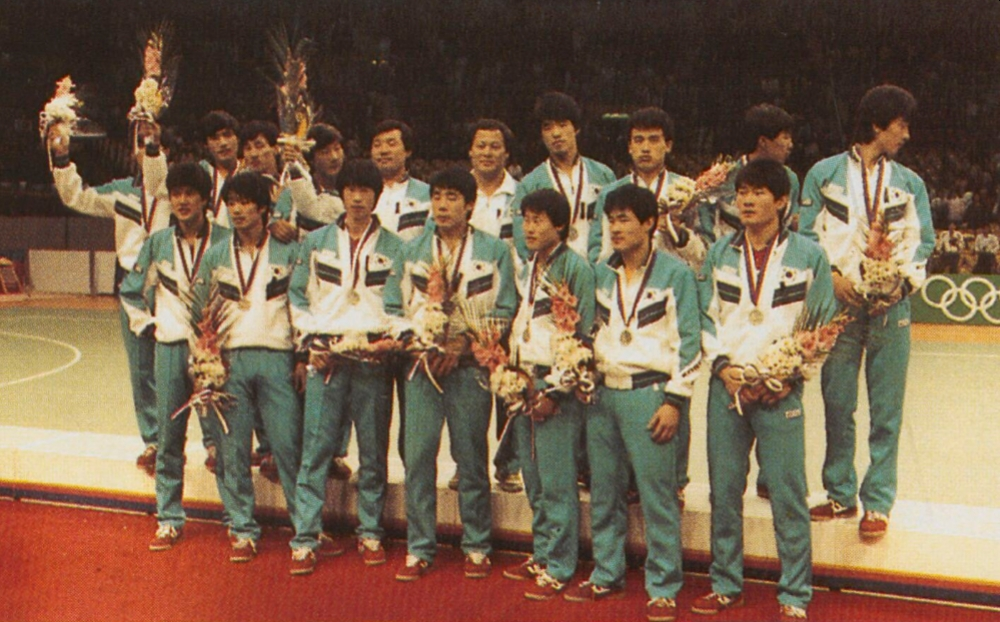
Les Sud-coréens, médaillés d'argent
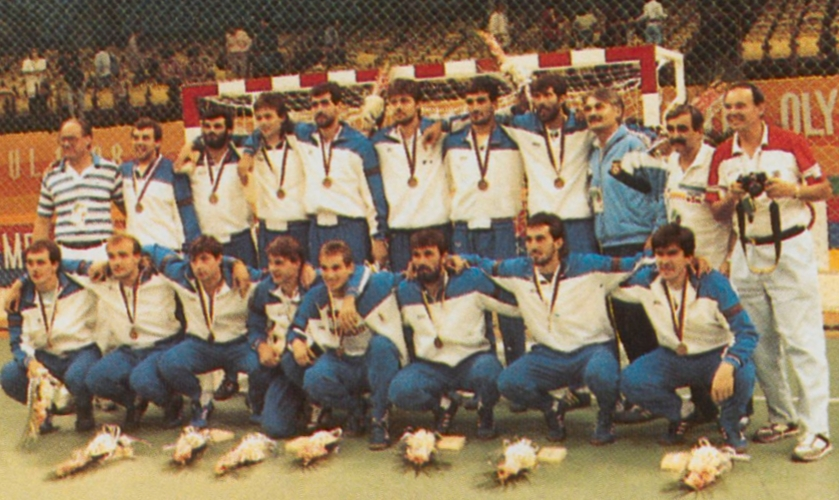
Les Yougoslaves, médaillés de bronze.
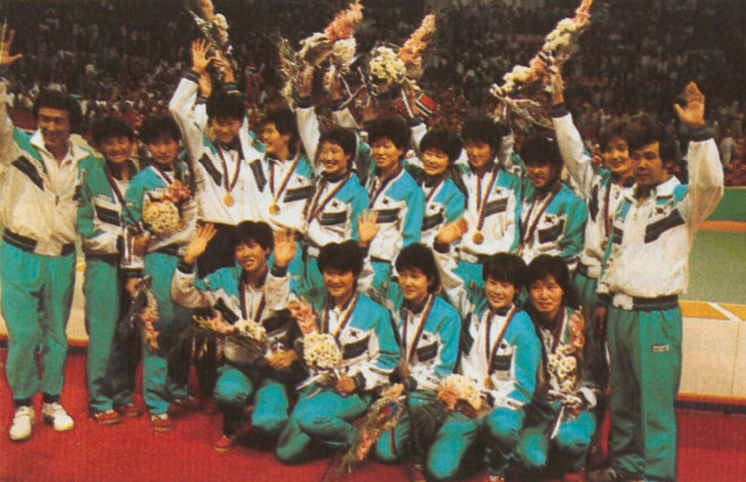
Les Sud-coréennes, championnes olympiques.

### Tournoi masculin
Les effectifs sur le podium du tournoi masculin sont :
| Médaille | Nation           | Médaillés |
| -------- | ---------------- | --- |
|          | Union soviétique | Viatcheslav Atavine, Igor Tchoumak, Valeri Gopine, Alexandre Karchakevitch, Andreï Lavrov, Iouri Nesterov, Voldemaras Novickis, Alexandre Rimanov, Constantine Charovarov, Iouri Chevtsov, Georgi Sviridenko, Alexandre Toutchkine, Andreï Tyoumentsev, Mikhaïl Vassiliev. Sélectionneur : Anatoli Evtouchenko |
|          | Corée du Sud     | Yoon Tae-il, Kim Jae-hwan, Shin Yung-suk, Park Do-hun, Park Young-dae, Koh Suk-chang, Roh Hyun-suk, Oh Young-ki, Choi Suk-jae, Kang Jae-won, Lee Sang-hyo, Lee Jin-suk, Shim Jae-hong. Sélectionneur : Yoo Jae-choong                                                                                          |
|          | Yougoslavie      | Momir Rnić, Zlatko Saračević, Iztok Puc, Goran Perkovac, Irfan Smajlagić, Zlatko Portner, Veselin Vujović, Jožef Holpert (de), Mirko Bašić, Alvaro Načinović, Slobodan Kuzmanovski, Ermin Velić, Rolando Pušnik (en), Boris Jarak, Muhamed Memić. Sélectionneur : Abas Arslanagić                              |

### Tournoi féminin
Les effectifs sur le podium du tournoi féminin sont :
| Médaille | Nation           | Médaillées |
| -------- | ---------------- | --- |
|          | Corée du Sud     | Song Ji-hyun, Han Hyun-sook, Kim Choon-rye, Kim Myung-soon, Lee Ki-soon, Lee Mi-young, Kim Hyun-mee, Kim Mi-sook, Suk Min-hee, Son Mi-ha, Lim Mi-kyung, Kim Kyung-soon, Sung Kyung-hwa. Sélectionneur : Park Jung-ku |
|          | Norvège          | Cathrine Svendsen, Heidi Sundal, Hanne Hegh, Hanne Hogness, Karin Singstad, Trine Haltvik, Ingrid Steen, Karin Pettersen, Annette Skotvoll, Kristin Midthun, Kjerstin Andersen, Berit Digre, Susann Goksør, Marte Eliasson, Vibeke Johnsen. Sélectionneur : Sven-Tore Jacobsen                                                        |
|          | Union soviétique | Natalia Mitriouk, Larissa Karlova, Zinaïda Tourtchina, Marina Bazanova, Natalia Morskova, Tatiana Gorb, Elena Nemachkalo (en), Tatiana Djandjgava, Natalia Anissimova, Svitlana Mankova (en), Evguenia Tovstogan, Olha Semenova (en), Natalia Rousnatchenko, Elena Gousseva (en), Natalia Lapitskaïa. Sélectionneur : Igor Tourtchine |

## Tournoi olympique hommes

### Modalités et qualifications
Les six meilleures nations du Championnat du monde 1986 se sont directement qualifiées pour la compétition : la Yougoslavie, championne du monde, est ainsi accompagnée par la Hongrie, l'Allemagne de l'Est, la Suède, l'Espagne et l'Islande. Quant à l'URSS et à la Tchécoslovaquie, ces deux équipes ont dû passer par le Championnat du monde B 1987 pour obtenir leur qualification. Enfin, les quatre autres nations qualifiées sont le pays hôte, la Corée du Sud et les trois champions continentaux : l'Algérie (Afrique), le Japon (2e en Asie (en) derrière la Corée du Sud) et les États-Unis (Ameriques). On peut ainsi noter l'absence de la Roumanie (médaillée sur les quatre précédentes éditions), de l'Allemagne de l'Ouest (vice-championne olympique en 1984) et du Danemark (qualifiée sur les quatre précédentes éditions).
Les douze équipes qualifiées sont réparties en deux poules de six équipes. À l'issue de cette phase, les deux équipes classées premières de leur poule respective s'affrontent en finale pour le titre olympique, les deuxièmes s'affrontent pour la médaille de bronze et ainsi de suite.

### Résumé du tournoi
Malgré leur difficile qualification, les Soviétiques réalisent un parcours exemplaire dans le groupe A : après avoir battu les Yougoslaves (24 à 18) puis les Suédois (22 à 18) lors des deux premiers matchs, l'URSS a désormais les cartes en main pour se qualifier pour la finale et ne laisse pas passer sa chance. Malgré un match nul inattendu face à l'Islande, la Yougoslavie s'impose 25 à 21 lors du dernier match de poule face à la Suède et termine à la 2e place devant son adversaire.
Dans le groupe B, le pays hôte a créé la sensation. Et pourtant, deux ans plus tôt, la Corée du Sud a terminé son premier championnat du monde à une anonyme 12e place. Cependant, lors de ces trois premiers matchs, elle bat successivement la Hongrie (vice-champion du monde, 22 à 20), la RDA (médaillée de bronze du mondial, 23 à 22) puis la Tchécoslovaquie (29 à 28). Emmenés par Kang Jae-won qui terminera meilleur buteur, les Coréens s'inclinent lors du dernier match face à l'Espagne mais se qualifient malgré tout pour la finale. Pour la seconde place, trois équipes terminent avec trois victoires et deux défaites : la Hongrie jouera pour la médaille de bronze, la Tchécoslovaquie et l'Allemagne de l'Est se contenteront des matchs pour la 5e et la 7e place respectivement.
En finale, la marche était trop haute pour la Corée du Sud face à l'URSS qui mène 17 à 11 à la mi-temps. Si les Coréens parviennent à revenir au score à 20 à 19, les Soviétiques s'échappent de nouveau pour remporter confortablement le match sur le score de 32 à 25. Pour la première fois depuis 1972, le champion olympique a remporté tous ses matchs. Enfin, la Yougoslavie remporte la médaille de bronze aux dépens de la Hongrie grâce à sa victoire 27 à 23.

### Groupe A
| \| \| Équipe \| Pts \| J \| G \| N \| P \| Bp \| Bc \| Diff \| \| - \| ---------------- \| --- \| - \| - \| - \| - \| --- \| --- \| ---- \| \| 1 \| Union soviétique \| 10 \| 5 \| 5 \| 0 \| 0 \| 130 \| 82 \| 48 \| \| 2 \| Yougoslavie \| 7 \| 5 \| 3 \| 1 \| 1 \| 116 \| 109 \| 7 \| \| 3 \| Suède \| 6 \| 5 \| 3 \| 0 \| 2 \| 106 \| 91 \| 15 \| \| 4 \| Islande \| 5 \| 5 \| 2 \| 1 \| 2 \| 96 \| 102 \| -6 \| \| 5 \| Algérie \| 2 \| 5 \| 1 \| 0 \| 4 \| 89 \| 109 \| -20 \| \| 6 \| États-Unis \| 0 \| 5 \| 0 \| 0 \| 5 \| 81 \| 125 \| -44 \| | - Qualification pour la finale - Qualification pour le match pour la 3e place - Qualification pour les matchs de classement |     |   |   |   |   |     |     |      |
| | Équipe | Pts | J | G | N | P | Bp  | Bc  | Diff |
| 1 | Union soviétique | 10  | 5 | 5 | 0 | 0 | 130 | 82  | 48   |
| 2 | Yougoslavie | 7   | 5 | 3 | 1 | 1 | 116 | 109 | 7    |
| 3 | Suède | 6   | 5 | 3 | 0 | 2 | 106 | 91  | 15   |
| 4 | Islande | 5   | 5 | 2 | 1 | 2 | 96  | 102 | -6   |
| 5 | Algérie | 2   | 5 | 1 | 0 | 4 | 89  | 109 | -20  |
| 6 | États-Unis | 0   | 5 | 0 | 0 | 5 | 81  | 125 | -44  |

- 20 septembre
  - Yougoslavie - URSS : 18 - 24
  - Suède - Algérie : 21 - 18
  - Islande - USA : 22 - 15
- 22 septembre
  - Yougoslavie - USA : 31 - 23
  - Suède - URSS : 18 - 22
  - Islande - Algérie : 22 - 16
- 24 septembre
  - Yougoslavie - Algérie : 23 - 22
  - Suède - Islande : 20 - 14
  - URSS - USA : 26 - 14
- 26 septembre
  - Yougoslavie - Islande : 19 - 19[7]
  - Suède - USA : 26 - 12
  - URSS - Algérie : 26 - 13
- 28 septembre
  - USA - Algérie : 17 - 20
  - Islande - URSS : 19 - 32
  - Yougoslavie - Suède : 25 - 21

### Groupe B
| \| \| Équipe \| Pts \| J \| G \| N \| P \| Bp \| Bc \| Diff \| \| -- \| ------------------ \| --- \| - \| - \| - \| - \| --- \| --- \| ---- \| \| 1 \| Corée du Sud \| 8 \| 5 \| 4 \| 0 \| 1 \| 127 \| 117 \| 10 \| \| 2* \| Hongrie \| 6 \| 5 \| 3 \| 0 \| 2 \| 102 \| 93 \| 9 \| \| 3* \| Tchécoslovaquie \| 6 \| 5 \| 3 \| 0 \| 2 \| 109 \| 103 \| 6 \| \| 4* \| Allemagne de l'Est \| 6 \| 5 \| 3 \| 0 \| 2 \| 109 \| 100 \| 9 \| \| 5 \| Espagne \| 4 \| 5 \| 2 \| 0 \| 3 \| 101 \| 106 \| -5 \| \| 6 \| Japon \| 0 \| 5 \| 0 \| 0 \| 5 \| 97 \| 126 \| -29 \| | Légende - Qualification pour la finale - Qualification pour le match pour la 3e place - Qualification pour les matchs de classement |     |   |   |   |   |     |     |      |
| | Équipe | Pts | J | G | N | P | Bp  | Bc  | Diff |
| 1 | Corée du Sud | 8   | 5 | 4 | 0 | 1 | 127 | 117 | 10   |
| 2* | Hongrie | 6   | 5 | 3 | 0 | 2 | 102 | 93  | 9    |
| 3* | Tchécoslovaquie | 6   | 5 | 3 | 0 | 2 | 109 | 103 | 6    |
| 4* | Allemagne de l'Est | 6   | 5 | 3 | 0 | 2 | 109 | 100 | 9    |
| 5 | Espagne | 4   | 5 | 2 | 0 | 3 | 101 | 106 | -5   |
| 6 | Japon | 0   | 5 | 0 | 0 | 5 | 97  | 126 | -29  |

* Les équipes sont départagées selon la règle des 25%, c'est-à-dire en excluant les résultats face au Japon : la Hongrie (+6) devance ainsi la Tchécoslovaquie (+2, 88 buts marqués) et l'Allemagne de l'Est (+2, 84 buts marqués).
- 20 septembre
  - Hongrie - Corée du Sud : 20 - 22
  - Allemagne de l'Est - Japon : 25 - 18
  - Espagne - Tchécoslovaquie : 17 - 20
- 22 septembre
  - Hongrie - Tchécoslovaquie : 16 - 19
  - Allemagne de l'Est - Corée du Sud : 22 - 23
  - Espagne - Japon : 25 - 19
- 24 septembre
  - Hongrie - Japon : 22 - 19
  - Allemagne de l'Est - Espagne : 21 - 20
  - Corée du Sud - Tchécoslovaquie : 29 - 28
- 26 septembre
  - Hongrie - Espagne : 26 - 16
  - Allemagne de l'Est - Tchécoslovaquie : 24 - 21
  - Corée du Sud - Japon : 33 - 24
- 28 septembre
  - Tchécoslovaquie - Japon : 21 - 17
  - Espagne - Corée du Sud : 23 - 20
  - Hongrie - Allemagne de l'Est : 18 - 17

### Tour final

#### Matchs de classement
Tous les matchs de classement ont eu lieu le 30 septembre 1988 dans le Gymnase de Suwon (en) :
| Match                   | Heure | Équipe 1           | Score              | Équipe 2        |
| ----------------------- | ----- | ------------------ | ------------------ | --------------- |
| Match pour la 5e place  | 15h30 | Suède              | 27 – 18 (14-08)    | Tchécoslovaquie |
| Match pour la 7e place  | 14h00 | Allemagne de l'Est | 31 – 29tab (12-13) | Islande         |
| Match pour la 9e place  | 11h30 | Espagne            | 21 – 15 (11-06)    | Algérie         |
| Match pour la 11e place | 10h00 | Japon              | 24 – 21 (08-11)    | États-Unis      |

Dans le match pour la 7e place, l'Allemagne de l'Est a dû passer par les tirs au but pour s'imposer face Islande : 23-23 à la fin du temps réglementaire, 25-25 après la première prolongation et 28-28 après la seconde prolongation. 
Plus qu'une septième place assez anecdotique, il s'agissait surtout de la dernière place directement qualificative pour le Championnat du monde 1990 du fait de la 6e place de la Tchécoslovaquie (pays hôte). À l'opposé, l'Islande et l'Espagne sont reléguées en Championnat du monde B 1989 tandis que les trois pays non-européens retrouvent leurs compétitions continentales.

#### Match pour la3eplace
| 1er octobre 1988 16h00 | Yougoslavie        | 27 – 23       | Hongrie                    | Arène de gymnastique (en), Séoul Arbitrage : Christensen, Jørgensen [vidéo]2e mi-temps |
| 1er octobre 1988 16h00 | Portner, Vujović 7 | (12–13)       | Iváncsik (en), P. Kovács 6 | Arène de gymnastique (en), Séoul Arbitrage : Christensen, Jørgensen [vidéo]2e mi-temps |
| 1er octobre 1988 16h00 | ×2 ×6 ×1           | Olympedia.org | ×2 ×4                      | Arène de gymnastique (en), Séoul Arbitrage : Christensen, Jørgensen [vidéo]2e mi-temps |

#### Finale
| 1 octobre 1988 17h30 | Union soviétique    | 32– 25                 | Corée du Sud    | Arène de gymnastique (en), Séoul Arbitrage : Hofmann, Prause |
| 1 octobre 1988 17h30 | Alexandre Rimanov 7 | (17–11)                | Kang Jae-won 10 | Arène de gymnastique (en), Séoul Arbitrage : Hofmann, Prause |
| 1 octobre 1988 17h30 | ×3                  | Olympedia.org Officiel | ×2 ×1           | Arène de gymnastique (en), Séoul Arbitrage : Hofmann, Prause |

### Équipe-type

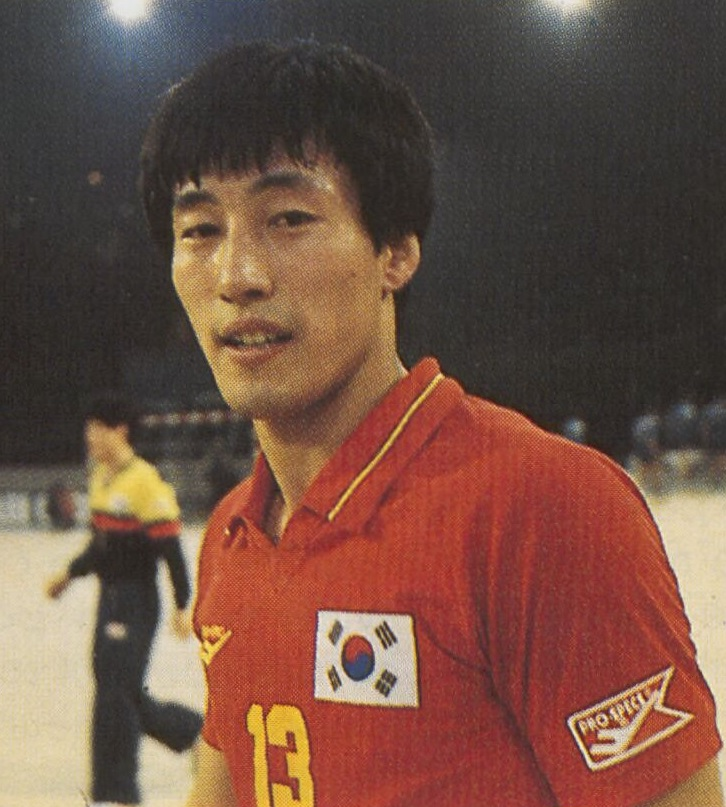
Le Sud-coréen Kang Jae-won, meilleur buteur et meilleur arrière droit de la compétition, sera élu meilleur handballeur mondial de l'année 1988.

Pour la première fois, la Fédération internationale de handball a nommé une équipe-type de la compétition :
- Gardien de but : Andreï Lavrov,  Union soviétique ;
- Ailier gauche : Valeri Gopine,  Union soviétique ;
- Arrière gauche : László Marosi (en),  Hongrie ;
- Demi-centre : Zlatko Portner ,  Yougoslavie ;
- Pivot : Per Carlén,  Suède ;
- Arrière droit : Kang Jae-won,  Corée du Sud ;
- Ailier droit : Mihály Iváncsik (en),  Hongrie.

### Meilleurs buteurs
Les meilleurs buteurs sont, :
| Rang | Joueur                 | Nation             | Buts  | Buts  | Buts |
| Rang | Joueur                 | Nation             | Total | Champ | 7 m  |
| ---- | ---------------------- | ------------------ | ----- | ----- | ---- |
| 1    | Kang Jae-won           | Corée du Sud       | 49    | 40    | 9    |
| 2    | Rüdiger Borchardt (de) | Allemagne de l'Est | 42    | 19    | 23   |
| 3    | Kenji Tamamura         | Japon              | 34    | 24    | 10   |
| 4    | Kristján Arason (en)   | Islande            | 33    | 16    | 17   |
| 5    | Mihály Iváncsik (en)   | Hongrie            | 31    | 23    | 8    |
| 5    | Lee Sang-hyo           | Corée du Sud       | 31    | 23    | 8    |
| 5    | Zlatko Portner         | Yougoslavie        | 31    | 22    | 9    |
| 8    | László Marosi (en)     | Hongrie            | 30    | 27    | 3    |
| 9    | Alexandre Toutchkine   | Union soviétique   | 29    | 23    | 6    |
| 9    | Veselin Vujović        | Yougoslavie        | 29    | 23    | 6    |

## Tournoi olympique femmes

### Modalités et qualifications
Malgré le passage de 6 à 8 équipes, les meilleures nations ne sont pas toutes présentes puisqu'une place est attribuée au pays hôte, la Corée du Sud, et trois places sont attribuées aux champions continentaux : la Côte d'Ivoire (Afrique), le Chine (2e en Asie (en) derrière la Corée du Sud) et les États-Unis (Amériques). Les quatre places restantes ont été distribuées au Championnat du monde 1986 (URSS, Tchécoslovaquie et Norvège) et au Championnat du monde B 1987 (Yougoslavie). La RDA et la Hongrie figurent ainsi parmi les grandes absentes de la compétition.
Le système de poule unique est abandonné au profit d'une phase préliminaire composée de deux poules de quatre équipes. Les deux premières équipes de chaque poule se retrouvent alors pour un tournoi final qui détermine les médaillées.

### Résumé du tournoi

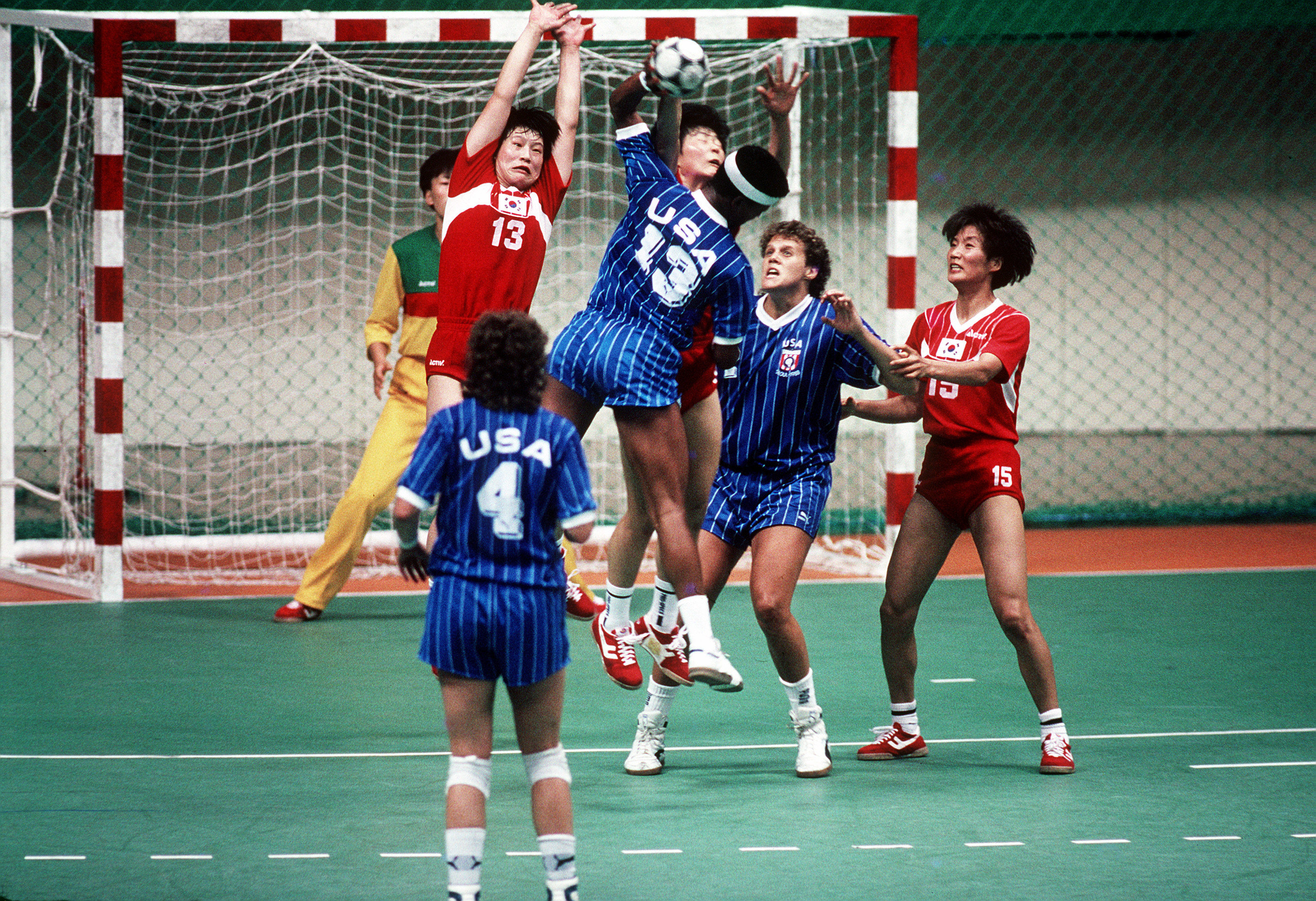
L'Américaine Leora Jones tente de marquer face aux Sud-coréennes.

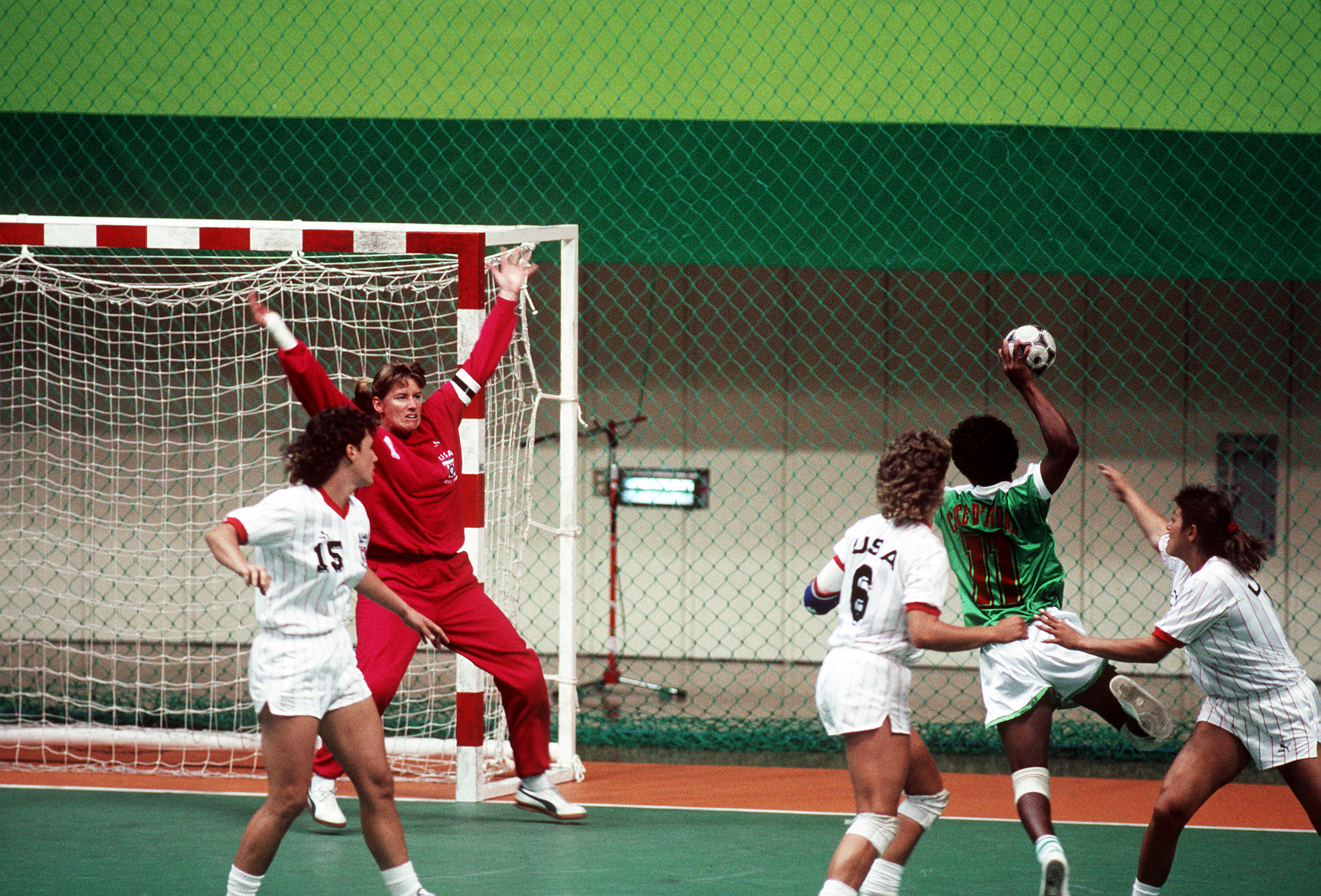
Action lors du match opposant les États-Unis à la Côte d'Ivoire.

Les Sud-Coréennes se sont préparées pendant des années pour le tournoi, s'entraînant à huis clos et dans des conditions spartiates. Si cela n'a pas porté ses fruits au Mondial 1986 avec une décevante 12e place, les efforts sont récompensés ici. Après une victoire contre la Tchécoslovaquie (+6), elles s'inclinent ensuite face à la Yougoslavie (-3). Ces trois équipes ayant battu les États-Unis et la Tchécoslovaquie ayant battu la Yougoslavie (+4), elles sont départagées à la différence de buts particulière, au profit des Coréennes et des Yougoslaves, ces dernières conservant les deux points acquis face aux Asiatiques. Dans l'autre groupe, la Norvège et l'URSS ont facilement dominé la Chine et la Côte d'Ivoire et se qualifient toutes deux pour le tour suivant avec un point, n'ayant pu se départager lors de leur confrontation (19-19).
Dans une phase finale très serrée, les Soviétiques ont d'abord battu la Yougoslavie (18-15), tandis que la Corée a battu la Norvège (23-20). Cela signifie que trois équipes étaient encore en position de gagner la médaille d'or tandis que la Norvège pouvaient encore remporter la médaille d'argent. La victoire des Norvégiennes face aux Yougoslaves 20 à 15 leur garantissait au moins une médaille de bronze, la Yougoslavie terminant au pied du podium. Le dernier match se révèle donc être une finale entre la Corée du Sud et l'URSS, disputée dans une salle remplie de supporters coréens enthousiastes. Les Coréennes s'échappèrent un temps à 16-12, mais cinq buts consécutifs des Soviétiques relance complètement le match, 17-16. Dans un ultime effort, devant une foule en délire, les hôtes se reprennent et s'imposent finalement 21 à 19. Les Soviétiques reculent alors à la troisième place, les Norvégiennes remportant l'argent, la première médaille olympique dans le sport.

### Groupe A
| \| \| Équipe \| Pts \| J \| G \| N \| P \| Bp \| Bc \| Diff \| \| - \| --------------- \| --- \| - \| - \| - \| - \| -- \| -- \| ---- \| \| 1 \| Corée du Sud \| 4* \| 3 \| 2 \| 0 \| 1 \| 76 \| 67 \| 9 \| \| 2 \| Yougoslavie \| 4* \| 3 \| 2 \| 0 \| 1 \| 58 \| 58 \| 0 \| \| 3 \| Tchécoslovaquie \| 4* \| 3 \| 2 \| 0 \| 1 \| 81 \| 69 \| 12 \| \| 4 \| États-Unis \| 0 \| 3 \| 0 \| 0 \| 3 \| 55 \| 76 \| -21 \| | Légende - Qualification pour le tournoi final - Qualification pour le tournoi de classement |     |   |   |   |   |    |    |      |
| | Équipe                                                                                      | Pts | J | G | N | P | Bp | Bc | Diff |
| 1 | Corée du Sud                                                                                | 4*  | 3 | 2 | 0 | 1 | 76 | 67 | 9    |
| 2 | Yougoslavie                                                                                 | 4*  | 3 | 2 | 0 | 1 | 58 | 58 | 0    |
| 3 | Tchécoslovaquie                                                                             | 4*  | 3 | 2 | 0 | 1 | 81 | 69 | 12   |
| 4 | États-Unis                                                                                  | 0   | 3 | 0 | 0 | 3 | 55 | 76 | -21  |

* Trois équipes ayant le même nombre de points, le classement de ces équipes a été déterminé en retirant les résultats contre les États-Unis : la Corée du Sud (+3) devance ainsi la Yougoslavie (-1) et la Tchécoslovaquie (-2).

### Groupe B
| \| \| Équipe \| Pts \| J \| G \| N \| P \| Bp \| Bc \| Diff \| \| - \| ---------------- \| --- \| - \| - \| - \| - \| -- \| --- \| ---- \| \| 1 \| Union soviétique \| 5 \| 3 \| 2 \| 1 \| 0 \| 75 \| 49 \| 26 \| \| 2 \| Norvège \| 5 \| 3 \| 2 \| 1 \| 0 \| 75 \| 53 \| 22 \| \| 3 \| Chine \| 2 \| 3 \| 1 \| 0 \| 2 \| 76 \| 58 \| 18 \| \| 4 \| Côte d'Ivoire \| 0 \| 3 \| 0 \| 0 \| 3 \| 37 \| 103 \| -66 \| | Légende - Qualification pour le tournoi final - Qualification pour le tournoi de classement |     |   |   |   |   |    |     |      |
| | Équipe                                                                                      | Pts | J | G | N | P | Bp | Bc  | Diff |
| 1 | Union soviétique                                                                            | 5   | 3 | 2 | 1 | 0 | 75 | 49  | 26   |
| 2 | Norvège                                                                                     | 5   | 3 | 2 | 1 | 0 | 75 | 53  | 22   |
| 3 | Chine                                                                                       | 2   | 3 | 1 | 0 | 2 | 76 | 58  | 18   |
| 4 | Côte d'Ivoire                                                                               | 0   | 3 | 0 | 0 | 3 | 37 | 103 | -66  |

### Poule de classement
|   | Équipe          | Pts | J | G | N | P | Bp | Bc | Diff |
| - | --------------- | --- | - | - | - | - | -- | -- | ---- |
| 5 | Tchécoslovaquie | 6   | 3 | 3 | 0 | 0 | 93 | 52 | 41   |
| 6 | Chine           | 4   | 3 | 2 | 0 | 1 | 89 | 60 | 29   |
| 7 | États-Unis      | 2   | 3 | 1 | 0 | 2 | 68 | 80 | -12  |
| 8 | Côte d'Ivoire   | 0   | 3 | 0 | 0 | 3 | 40 | 98 | -58  |

### Poule finale
|                                     | Équipe           | Pts | J | G | N | P | Bp | Bc | Diff |
| ----------------------------------- | ---------------- | --- | - | - | - | - | -- | -- | ---- |
| Médaille d'or, Jeux olympiques      | Corée du Sud     | 4   | 3 | 2 | 0 | 1 | 63 | 61 | 2    |
| Médaille d'argent, Jeux olympiques  | Norvège          | 3   | 3 | 1 | 1 | 1 | 59 | 57 | 2    |
| Médaille de bronze, Jeux olympiques | Union soviétique | 3   | 3 | 1 | 1 | 1 | 56 | 55 | 1    |
| 4                                   | Yougoslavie      | 2   | 3 | 1 | 0 | 2 | 52 | 57 | -5   |

Rappel des matchs de poule
| 23 septembre 1988 18h00 | Yougoslavie          | 22 – 19   | Corée du Sud    | Gymnase de Suwon (en), Suwon Arbitrage : Gouterman, Taranoukhine |
| 23 septembre 1988 18h00 | Nataša Kolega (en) 6 | (10 – 13) | Kim Choon-rye 6 | Gymnase de Suwon (en), Suwon Arbitrage : Gouterman, Taranoukhine |
| 23 septembre 1988 18h00 | ×1 ×3                | Olympedia | ×2              | Gymnase de Suwon (en), Suwon Arbitrage : Gouterman, Taranoukhine |

| 25 septembre 1988 19h30 | Union soviétique     | 19 – 19   | Norvège             | Gymnase de Suwon (en), Suwon Arbitrage : Rauchfuß, Buchda |
| 25 septembre 1988 19h30 | Natalia Lapitskaïa 5 | (13 – 10) | Cathrine Svendsen 5 | Gymnase de Suwon (en), Suwon Arbitrage : Rauchfuß, Buchda |
| 25 septembre 1988 19h30 | ×3 ×4 ×1             | Olympedia | ×3 ×2               | Gymnase de Suwon (en), Suwon Arbitrage : Rauchfuß, Buchda |

1re journée
| 27 septembre 1988 18h00 | Yougoslavie  | 15 – 18   | Union soviétique   | Gymnase de Suwon (en), Suwon Arbitrage : Christensen, Jørgensen |
| 27 septembre 1988 18h00 | Zita Galić 5 | (8 – 9)   | Natalia Morskova 6 | Gymnase de Suwon (en), Suwon Arbitrage : Christensen, Jørgensen |
| 27 septembre 1988 18h00 | ×2 ×5        | Olympedia | ×1 ×4              | Gymnase de Suwon (en), Suwon Arbitrage : Christensen, Jørgensen |

| 27 septembre 1988 19h30 | Corée du Sud       | 23 – 20   | Norvège        | Gymnase de Suwon (en), Suwon Arbitrage : Hofmann, Prause |
| 27 septembre 1988 19h30 | Kim H-m, Kim M-s 5 | (10 – 9)  | Heidi Sundal 6 | Gymnase de Suwon (en), Suwon Arbitrage : Hofmann, Prause |
| 27 septembre 1988 19h30 | ×2 ×3              | Olympedia | ×2             | Gymnase de Suwon (en), Suwon Arbitrage : Hofmann, Prause |

2e journée
| 29 septembre 1988 18h00 | Yougoslavie        | 15 – 20   | Norvège        | Gymnase de Suwon (en), Suwon Arbitrage : Marin, Şerban |
| 29 septembre 1988 18h00 | Galić, S. Mugoša 3 | (10 – 9)  | Ingrid Steen 5 | Gymnase de Suwon (en), Suwon Arbitrage : Marin, Şerban |
| 29 septembre 1988 18h00 | ×3 ×5              | Olympedia | ×2 ×6          | Gymnase de Suwon (en), Suwon Arbitrage : Marin, Şerban |

| 29 septembre 1988 19h30 | Corée du Sud   | 21 – 19   | Union soviétique   | Gymnase de Suwon (en), Suwon Arbitrage : Rauchfuß, Buchda |
| 29 septembre 1988 19h30 | Lim Mi-kyung 6 | (13 – 11) | Natalia Morskova 7 | Gymnase de Suwon (en), Suwon Arbitrage : Rauchfuß, Buchda |
| 29 septembre 1988 19h30 | ×2             | Olympedia | ×1 ×3              | Gymnase de Suwon (en), Suwon Arbitrage : Rauchfuß, Buchda |

### Équipe-type
Pour la première fois, la Fédération internationale de handball a nommé une équipe-type de la compétition :
- gardienne de but : Song Ji-hyun,  Corée du Sud ;
- arrière droite[12] : Leora Jones (en),  États-Unis ;
- demi-centre[12] : Kim Hyun-mee,  Corée du Sud ;
- arrière gauche : Natalia Morskova,  Union soviétique ;
- pivot : Natalia Lapitskaïa,  Union soviétique ;
- ailière droite : Sun Xiulan,  Chine ;
- ailière gauche[12] : Kristin Midthun,  Norvège.

### Meilleures buteuses
Avec 36 buts marqués, la Chinoise Sun Xiulan est la meilleure marqueuse de la compétition, :
| Rang | Joueuse               | Nation           | Buts |
| ---- | --------------------- | ---------------- | ---- |
| 1    | Sun Xiulan            | Chine            | 36   |
| 2    | Leora Jones (en)      | États-Unis       | 35   |
| 3    | He Jianping           | Chine            | 26   |
| 4    | Natalia Morskova      | Union soviétique | 25   |
| 5    | Mária Ďurišinová (sk) | Tchécoslovaquie  | 24   |
| 5    | Kim Choon-rye         | Corée du Sud     | 24   |
| 7    | Zita Galić            | Yougoslavie      | 22   |
| 8    | Chen Zhen             | Chine            | 21   |
| 8    | Mahoula Kramou        | Côte d'Ivoire    | 21   |
| 8    | Kristin Midthun       | Norvège          | 21   |

## Arbitres
La Fédération internationale de handball (IHF) a sélectionné 12 binômes d'arbitres pour les deux tournois :
- Erhard Hofmann et Manfred Prause
- Ole Christensen et Per Godsk Jørgensen
- Jean Lelong (2) et Gérard Tancrez (2)
- Stefan Jug et Herbert Jeglić
- Grigory Gouterman et Iouri Taranoukhine
- Marin Marin (2) et Ștefan Șerban (2)
- Jan Rolf Ludvigsen et Per Erik Sjong
- Peter Rauchfuß (4) et Rudolf Buchda (3)
- Axel Wester (2) et Kent Blademo
- Peter Haak et Henry Koppe (2)
- Lee Moon-sin et Park Chun-jo
- Eduardo Brosio et Miguel Zaworotny

L'Est-Allemand Peter Rauchfuß participe à ses quatrièmes Jeux olympiques et son binôme Rudolf Buchda pour la troisième fois tandis que six autres arbitres ont précédemment officié à Los Angeles en 1984.